# Ориентация

Ориентация поверхности на основе векторов нормалей к ней во всех точках

Ориента́ция (от фр. orientation, буквально направление на восток, от лат. oriens — восток) — обобщение и формализация понятий направления обхода и направления на прямой на более сложные геометрические объекты, многообразия, векторные расслоения и так далее.
В классическом понимании ориентация пространства — это выбор одного из классов систем координат пространства, причём:
- системы координат одного класса положительно связаны между собой;
- каждая система координат задает некоторую ориентацию, тем самым определяя свой класс.

В элементарной математике ориентация часто описывается через направления по часовой стрелке и против часовой стрелки.
Более продвинутые определения даются через теорию когомологий.

## Одномерные геометрические объекты

### Ориентированная прямая

#### Определение ориентированной прямой

Горизонтальная прямая

На прямой точка может двигаться в двух противоположных направлениях. Например, если прямая {\displaystyle AB} расположена горизонтально (см. рисунок справа с горизонтальной прямой), то на ней возможны два движения в противоположных направлениях:
- слева направо,
- справа налево.

Ориентированная прямая, или направленная прямая, или ось — прямая вместе с фиксированным направлением на ней.
Две ориентированные прямые параллельны, если их направления совпадают.

#### Линейный элемент

Линейный элемент

Линейный элемент — пара геометрических образов: точка и направленная прямая, проходящая через эту точку. Другими словами, линейный элемент — это точка и направление, заданное в этой точке. Бесконечно удалённый линейный элемент — пара геометрических образов: бесконечно удалённая точка плоскости и направление, которое определяется любой направленной прямой (параллельные прямые задают одно направление).
Окружности, точки и прямые в касательной аналлагматической геометрии понимаются следующим образом:
- направленной окружностью называется множество всех линейных элементов, каждый из которых определяется точкой этой окружности и касательной прямой к окружности в этой точке, причем направление линейного элемента совпадает с направлением окружности;
- точкой называется множество всех линейных элементов, каждый из которых имеет в своём составе эту точку;
- направленной прямой называется множество всех линейных элементов, каждый из которых определяется точкой этой прямой и направлением прямой.

На следующем рисунке показаны направленная окружность, точка и направленная прямая, задаваемые линейными элементами.

Геометрические образы, определяемые линейными элементами
Направленная окружность
Точка
Направленная прямая

### Ориентированное расстояние

Расстояние от точки до прямой

Рассмотрим прямую с уравнением
{\displaystyle Ax+By+C=0,}
где {\displaystyle C\neq 0}, то есть прямая не проходит через начало координат {\displaystyle O}, и произвольную точку {\displaystyle M_{0}(x_{0},y_{0})}. Тогда расстояние от точки до прямой равно следующему выражению:
{\displaystyle d=|\delta |=\left|{\frac {Ax_{0}+By_{0}+C}{\sqrt {A^{2}+B^{2}}}}\right|.}
Возможны три случая:
- знаки чисел {\displaystyle \delta } и {\displaystyle C} одинаковы. В этом случае точки {\displaystyle M_{0}} и {\displaystyle O} находятся по одну сторону от данной прямой;
- знаки чисел {\displaystyle \delta } и {\displaystyle C} противоположны. В этом случае точки {\displaystyle M_{0}} и {\displaystyle O} находятся по разные стороны от данной прямой;
- {\displaystyle \delta =0}, то есть {\displaystyle Ax_{0}+By_{0}+C=0}. В этом случае точка {\displaystyle M_{0}} принадлежит данной прямой.

Ориентированное расстояние от точки до прямой — число
{\displaystyle \delta ={\frac {Ax_{0}+By_{0}+C}{\sqrt {A^{2}+B^{2}}}},}
полученное из координат точки {\displaystyle M_{0}(x_{0},y_{0})} и прямой {\displaystyle Ax+By+C=0}, {\displaystyle C\neq 0}.

### Ориентированный отрезок

#### Ориентированный отрезок как вектор

Вектор

Вектор — ориентированный, или направленный, отрезок, то есть отрезок, для которого указано, какая из его граничных точек начало, а какая — конец.
Вектор с началом в точке {\displaystyle A} и концом в точке {\displaystyle B} принято обозначать как {\displaystyle {\overrightarrow {AB}}}. Векторы также могут обозначаться малыми латинскими буквами со стрелкой (иногда — чёрточкой) над ними, например {\displaystyle {\vec {a}}}. Другой распространённый способ записи: написание символа вектора прямым жирным шрифтом: {\displaystyle \mathbf {a} }.

#### Ориентированный отрезок как скаляр
На ориентированной прямой любой отрезок характеризуется не только своей абсолютной величиной (модулем) как скаляром, но ещё и знаком.

Ориентированный, или направленный, отрезок как скаляр — число, равное модулю отрезка со знаком плюс, если направление отрезка как вектора совпадает с направлением прямой, на которой он лежит, и со знаком минус, если эти направления противоположны. Направленные отрезки обозначаются чертой над обозначением обычного отрезка:
- {\displaystyle AB} — обычный (ненаправленный) отрезок;
- {\displaystyle {\overline {AB}}} — направленный отрезок.

Два отрезка на ориентированной прямой

Например, на рисунке справа с направленной прямой направленный отрезок {\displaystyle {\overline {AB}}} положителен, {\displaystyle {\overline {CD}}} — отрицателен.
Предложение 1. Простые отрезки {\displaystyle AB} и {\displaystyle BA} не различаются, но при этом направленные отрезки противоположны:
{\displaystyle {\overline {AB}}=-{\overline {BA}}}.
Предложение 2. Произведение и отношение двух направленных отрезков на одной прямой не зависят от направления на прямой.
Доказательство. Пусть {\displaystyle AB} и {\displaystyle CD} — два простых отрезка одной прямой. Тогда независимо от направления прямой произведение {\displaystyle {\overline {AB}}\cdot {\overline {CD}}} и отношение
{\displaystyle {\frac {\overline {AB}}{\overline {CD}}}}:
- положительны, если направления отрезков {\displaystyle AB} и {\displaystyle CD} как векторов совпадают;
- отрицательны, если направления отрезков {\displaystyle AB} и {\displaystyle CD} как векторов противоположны.

### Ориентированная кривая

#### Определение ориентированной кривой

Две ориентированные окружности

Порядок величин чисел на вещественном отрезке {\displaystyle [a,\,b]} порождает соответствующий естественный порядок точек на кривой {\displaystyle \gamma =\{r(t);\,a\leqslant t\leqslant b\}} при помощи механизма фиксированного представления кривой {\displaystyle r(t)}. Точка {\displaystyle r(t_{1})\in \gamma } предшествует точке {\displaystyle r(t_{2})\in \gamma } (другими словами, точка {\displaystyle r(t_{2})} следует за точкой {\displaystyle r(t_{1})}), когда {\displaystyle a\leqslant r(t_{1})<r(t_{2})\leqslant b}. Для сохранения порядка точек при других представлениях кривой необходимо использовать только строго монотонно возрастающие преобразования параметра.
Ориентированная кривая (или ориентация на кривой) — кривая {\displaystyle \gamma } в пространстве, которая задана классом эквивалентности таких непрерывных отображений вещественных отрезков в пространство, для которых допустимы только те преобразования параметров, которые суть строго монотонно возрастающие непрерывные функции. Простыми словами, ориентированная, или направленная, кривая — кривая вместе с фиксированным направлением на ней.
Кривая, ориентированная противоположно кривой, — кривая {\displaystyle -\gamma } в пространстве, которая задана при помощи механизма фиксированного представления кривой {\displaystyle r(t(\tau ))}, {\displaystyle \alpha \leqslant \tau \leqslant \beta }, где {\displaystyle \gamma =\{r(t);\,a\leqslant t\leqslant b\}} — данная ориентированная кривая, а {\displaystyle t=t(\tau )} — строго монотонно убывающая непрерывная на {\displaystyle [\alpha ,\,\beta ]} функция с условиями {\displaystyle t(\alpha )=b}, {\displaystyle t(\beta )=a}.
Аналогично определяются ориентированные и противоположно ориентированные кривые других классов (дифференцируемые, непрерывно дифференцируемые и так далее). 
Точки, соответствующие друг другу — две точки
{\displaystyle r(t_{0})\in \gamma ,\quad } {\displaystyle r(t(\tau _{0}))\in -\gamma ,}
где {\displaystyle \tau _{0}\in [\alpha ,\,\beta ]}, {\displaystyle t_{0}=t(\tau _{0})}, а {\displaystyle t=t(\tau )} — строго монотонно убывающая непрерывная на {\displaystyle [\alpha ,\,\beta ]} функция с условиями {\displaystyle t(\alpha )=b}, {\displaystyle t(\beta )=a}.
Термин «противоположно ориентированная кривая» оправдывается следующим утверждением. 
Предложение 1. Некоторая точка данной кривой {\displaystyle \gamma } предшествует некоторой другой точке этой же кривой {\displaystyle \gamma } тогда и только тогда, когда точка противоположно ориентированной кривой {\displaystyle -\gamma }, соответствующая 
первой точке, следует за точкой кривой {\displaystyle -\gamma }, соответствующей второй точке. 
Предложение 2. Пусть {\displaystyle r(t)}, {\displaystyle a\leqslant t\leqslant b} — представление кривой {\displaystyle \gamma }. Тогда {\displaystyle r(a+b-\tau )}, {\displaystyle a\leqslant \tau \leqslant b} — представление противоположно ориентированной кривой {\displaystyle -\gamma }.
Доказательство. Предложение есть следствие того, что функция {\displaystyle t=a+b-\tau }, {\displaystyle a\leqslant \tau \leqslant b}, строго монотонно убывает и при этом отображает отрезок {\displaystyle [a,\,b]} на себя. □
Замечание. Кривая всегда ограничена, то есть принадлежит некоторому шару. Для описания «неограниченных кривых» вводят класс '[открытых кривых  при помощи вышеописанного механизма фиксированного представления кривой, основанного на непрерывном представлении не отрезка, а вещественного интервала. Открытые кривые могут быть и неограниченными.

#### Ориентированная замкнутая кривая
Аналогично ориентации прямой любая замкнутая кривая ориентируема двумя способами:
- против часовой стрелки;
- по часовой стрелке.

На рисунке справа показаны две ориентированные окружности: окружность слева ориентирована против часовой стрелки, справа — по часовой стрелке.

#### Ориентированная окружность
Ориентированная, или направленная, окружность, или цикл, — окружность, для которой окончательно выбрано одно из двух направлений.
Две ориентированные окружности касаются, если их направления в общей точке совпадают.
Ориентированная окружность и ориентированная прямая касаются, если их направления в общей точке совпадают.
На следующем рисунке показаны:
- касающиеся ориентированные окружности;
- не касающиеся ориентированные окружности, которые касаются как обычные окружности.

Касание направленных окружностей
Касающиеся ориентированные окружности
Не касающиеся ориентированные окружности, касающиеся как обычные окружности

#### Ориентированный многоугольник

Выпуклый ориентированный многоугольник с отрицательной ориентацией площади

Рассмотрим произвольный многоугольник (не обязательно на плоскости), то есть замкнутую ломаную линию.
Ориентированный многоугольник, или замкнутый многоугольный путь, — многоугольник (возможно, самопересекающийся, то есть ломаная линия самопересекается), у которого (см. рисунок справа с выпуклым многоугольником):
- на каждой стороне задано направление, то есть одна из вершин стороны выбрана начальной, а другая — конечной;
- начало каждой стороны есть конец предыдущей.

Ориентация площади простого многоугольника — площадь области плоскости, ограниченной ориентированным простым (то есть не самопересекающимся) плоским многоугольником, назначается положительной, если обход многоугольника по направлению его сторон происходит против часовой стрелки, то есть эта область плоскости остаётся слева при обходе, и отрицательной в противоположном случае (см. рисунок справа с отрицательной ориентацией площади).
Определим площадь самопересекающегося ориентированного многоугольника, который делит плоскость на фиксированное количество кусков двух типов:
- внутренние связные конечные куски,
- внешний бесконечный кусок.

Коэффициент куска самопересекающегося ориентированного многоугольника — разность {\displaystyle p-q}, где числа {\displaystyle p} и {\displaystyle q} получаются следующим образом:
- точка внешнего куска многоугольника соединяется отрезком с внутренней точкой выбранного внутреннего куска;
- направленный многоугольник пересекает этот отрезок {\displaystyle p} раз слева направо и {\displaystyle q} справа налево.

Предложение 1. Коэффициент куска самопересекающегося ориентированного многоугольника не зависит от положения внешней точки многоугольника и может быть равен положительному или отрицательному целому числу или нулю.
Площадь самопересекающегося ориентированного многоугольника — взвешенная сумма обычных площадей всех внутренних кусков самопересекающегося многоугольника, в которой обычная площадь куска умножается на его коэффициент.

Геометрические образы, определяемые линейными элементами
Ориентированная площадь {\displaystyle -2}
Ориентированная площадь {\displaystyle 0}
Ориентированная площадь {\displaystyle +9}

Практическое применение. Площадь самопересекающегося ориентированного многоугольника важна для теории математических приборов, в частности, для теории планиметра. В этом случае площадь самопересекающегося ориентированного многоугольника равна следующим величинам:
- {\displaystyle \oint {\frac {\rho ^{2}dw}{2}}} в полярных координатах {\displaystyle (\rho ,w)};
- {\displaystyle \oint ydx} в декартовых координатах {\displaystyle (x,y)},

где соответственно конец радиус-вектора {\displaystyle \rho } или ордината {\displaystyle y} один раз пробегают данный замкнутый многоугольный путь.

## Ориентированная плоскость
Ориентированная плоскость — плоскость с выбранной на ней фиксированной ориентацией.
Плоскость можно ориентировать следующими двумя способами:
- различными ориентированными геометрическими фигурами[5];
- выбором ориентированной системы декартовых координат[2][6][3].

### Ориентация простых замкнутых кривых
Простую замкнутую кривую на плоскости ориентируется двумя разными способами: по часовой стрелке и против часовой стрелки. Ориентация такой кривой автоматически ориентирует ограниченную кривой часть плоскости.

Две правых и левая координатные системы

Одинаковая ориентация двух простых замкнутых кривых — нахождение с одной и той же стороны частей плоскости, ограниченных кривыми, при обходе кривых в направлении, заданном их ориентацией (слева при обходе против часовой стрелки, справа — по часовой стрелке). Например, на рисунке справа две первые окружности ориентированы одинаково, а последняя — противоположно с первыми.
Предложение 1. Выбор ориентации одной простой замкнутой кривой на плоскости определяет ориентацию всех остальных простых замкнутых кривых на плоскости.
Ориентированная плоскость — плоскость с выбранной фиксированной ориентацией простых замкнутых кривых, лежащих на ней.
Предложение 2. Простая замкнутая кривая, зеркально симметричная ориентированной простой замкнутой кривой, получает ориентация, противоположную ориентации исходной кривой.

### Два класса систем координат на плоскости

#### Декартовые системы координат на плоскости
Ориентация плоскости — выбор осей декартовой системы координат {\displaystyle Ox} и {\displaystyle Oy}, при которой ориентацию окружности с центром в начале координат определяют направлением от положительного направления оси {\displaystyle Ox} к положительному направлению оси {\displaystyle Oy} через меньший угол.
Плоскость можно ориентировать двумя способами, при этом получается два класса систем координат: класс правых систем и класс левых.

Правая система координат — декартова система координат, у которой направление вращения с центром в начале координат {\displaystyle O} от положительного направления оси {\displaystyle Ox} к положительному направлению оси {\displaystyle Oy} через меньший угол есть направление вращения против часовой стрелки.

Левая система координат — декартова система координат, у которой направление вращения с центром в начале координат {\displaystyle O} от положительного направления оси {\displaystyle Ox} к положительному направлению оси {\displaystyle Oy} через меньший угол есть направление вращения по часовой стрелке.

Две правых и левая координатные системы

Например, на рисунке справа сначала показаны две правые системы координат, а последней показана левая система координат.

#### Матрица замены декартовых систем
Рассмотрим две произвольные декартовы система координат {\displaystyle Oxy} и {\displaystyle O'x'y'}. Координаты {\displaystyle (x,y)} и {\displaystyle (x',y')} одной и той же точки на плоскости в этих системах координат связаны соотношениями
{\displaystyle x'=a_{11}x+a_{12}y+b_{1},}
{\displaystyle y'=a_{21}x+a_{22}y+b_{2},}
где определитель матрицы, составленной из коэффициентов этой системы уравнений,
{\displaystyle \Delta ={\begin{vmatrix}a_{11}&a_{12}\\a_{21}&a_{22}\end{vmatrix}}}
отличен от нуля.
Матрица замены — матрица {\displaystyle {\begin{pmatrix}a_{11}&a_{12}\\a_{21}&a_{22}\end{pmatrix}}}, составленная из коэффициентов системы уравнений, связывающей координаты фиксированной точки в двух разных декартовых системах координат.
Предложение 1. Две декартовы система координат {\displaystyle Oxy} и {\displaystyle O'x'y'} ориентированы одинаково и принадлежат одному классу, если определитель их матрицы замены {\displaystyle \Delta >0}, и противоположно, если {\displaystyle \Delta <0}.
Это утверждение используется для построения строгой аналитической теории ориентации плоскости.
Положительный переход из одной системы координат в другую — переход, при котором определитель матрицы замены положителен.
Предложение 2. Две декартовы системы координат {\displaystyle Oxy} и {\displaystyle O'x'y'} ориентированы одинаково и принадлежат одному классу, если одну из них можно перевести в другую непрерывно, то есть существует такое семейство координатных систем {\displaystyle O_{t}x_{t}y_{t}}, которое:
- непрерывно зависит от параметра {\displaystyle t\in [0,1]};
- связывает системы {\displaystyle Oxy} и {\displaystyle O'x'y'}, то есть {\displaystyle O_{0}x_{0}y_{0}} совпадает с {\displaystyle Oxy}, а {\displaystyle O_{1}x_{1}y_{1}} — с {\displaystyle O'x'y'}.

Предложение 3. Декартова система координат переходит в другой класс при зеркальном отражении плоскости.

#### Множество всех декартовых систем
Рассмотрим множество {\displaystyle S} всех декартовых систем координат на плоскости. Это множество состоит из двух непересекающихся подмножеств {\displaystyle S'} и {\displaystyle S''} — классов — таких, что:
- в пределах {\displaystyle S'}, равно как и в пределах {\displaystyle S''}, декартовы системы координат связаны преобразованиями с {\displaystyle \Delta >0};
- каждая декартова система координат из {\displaystyle S'} связана с декартовой системой координат из {\displaystyle S''} преобразованием с {\displaystyle \Delta <0}, и наоборот.

Ориентация плоскости — выбор одного из двух классов декартовых систем координат.

Правая и левая координатные системы

Правило задания класса системы координат с помощью окружности. Начало декартовой системы координат лежит в центре окружность с фиксированным направлением обхода, ось {\displaystyle Ox} выбирается произвольно, а ось {\displaystyle Oy} — так, чтобы вращение от {\displaystyle Ox} к {\displaystyle Oy} через меньший угол происходило в направлении, заданном на окружности (см. рисунок справа с двумя разными классами систем координат).

#### Знак площадей и углов на плоскости
Знак площадей, ограниченных ориентируемыми замкнутыми кривыми, и углов на плоскости зависит от выбора ориентации на этой плоскости.

Две ориентированные окружности

Рассмотрим, например, величину площади
{\displaystyle S={\frac {1}{2}}\int _{C}xdy-ydx}
фигуры, ограниченной ориентированной замкнутой кривой {\displaystyle C}, заданной параметрически. Получим два случая:
- в правой системе координат площадь фигуры положительна, если она ограничена кривой, ориентированной против часовой стрелки (см. первую фигуру на рисунке справа), и отрицательна для противоположной ориентации кривой (см. вторую фигуру на рисунке справа);
- в левой системе координат наоборот, площадь фигуры отрицательна, если она ограничена кривой, ориентированной против часовой стрелки (см. первую фигуру на рисунке справа), и положительна для противоположной ориентации кривой (см. вторую фигуру на рисунке справа).

## Двумерные геометрические объекты

### Ориентированный угол

#### Знак ориентированного угла
На ориентированной плоскости любой угол между обычными (ненаправленными) прямыми характеризуется не только своей абсолютной величиной как скаляром, но ещё и знаком.

Ориентированный, или направленный, угол на ориентированной плоскости — число, равное обычному углу между прямыми {\displaystyle a} и {\displaystyle b} со знаком плюс, если направление вращения от {\displaystyle a} к {\displaystyle b} совпадает с направлением ориентации плоскости, и со знаком минус в противном случае. Направленные углы обозначим следующим образом:
- {\displaystyle \angle ab} — обычный (ненаправленный) угол;
- {\displaystyle \sphericalangle ab} — направленный угол.

Направленные углы

Например, на рисунке справа показаны два направленных угла:
- положительный угол между прямыми {\displaystyle a} и {\displaystyle b};
- отрицательный угол между прямыми {\displaystyle c} и {\displaystyle d}.

Предложение 1. Простые углы {\displaystyle \angle ab} и {\displaystyle \angle ba} не различаются, но при этом направленные углы противоположны:
{\displaystyle \sphericalangle ab=-\sphericalangle ba}.

#### Абсолютная величина ориентированного угла

Направленные углы

Подобно обычному (ненаправленному) углу направленный угол однозначно не определён. Например, на рисунке справа изображены направленные углы {\displaystyle \alpha }, {\displaystyle \beta } и {\displaystyle \gamma }, для которых при правой ориентации плоскости выполняются следующие равенства:
- {\displaystyle \alpha =\sphericalangle ab=\angle AOB},
- {\displaystyle \beta =\sphericalangle ab=-\angle AOC},
- {\displaystyle \beta =-\angle AOC=\angle AOB-\pi },
- {\displaystyle \gamma =\angle AOB+\pi }.

Эти равенства иллюстрируют следующее предложение.
Предложение 1. Две прямые определяют направленный угол с точностью до произвольного кратного угла {\displaystyle \pi }.
Как правило, под направленным углом между прямыми {\displaystyle a} и {\displaystyle b} подразумевают минимальный по модулю направленный угол.
Минимальный по модулю направленный угол — направленный угол {\displaystyle \sphericalangle ab} между прямыми {\displaystyle a} и {\displaystyle b}, взятыми в указанной последовательности, наименьший по абсолютной величине. Для перпендикулярных прямых принимается {\displaystyle \sphericalangle ab=+{\frac {\pi }{2}}}.
Равенство направленных углов — совпадение по абсолютной величине и знаку минимальных по модулю направленных углов между прямыми {\displaystyle a} и {\displaystyle b} и между прямыми {\displaystyle c} и {\displaystyle d}:
{\displaystyle \sphericalangle ab=\sphericalangle cd}.

#### Произведение и отношение ориентированных углов
Свойство независимости от ориентации плоскости произведения и отношения направленных углов подобно аналогичному свойству направленных отрезков.
Предложение 1. Произведение и отношение двух направленных углов на плоскости не зависят от выбора ориентации плоскости.
Доказательство. Пусть {\displaystyle \angle ab} и {\displaystyle \angle cd} — два простых угла на плоскости. Тогда независимо от ориентации плоскости произведение {\displaystyle \sphericalangle ab\cdot \sphericalangle cd} и отношение
{\displaystyle {\frac {\sphericalangle ab}{\sphericalangle cd}}}:
- положительны, если направления углов {\displaystyle \sphericalangle ab} и {\displaystyle \sphericalangle cd} совпадают;
- отрицательны, если направления углов {\displaystyle \sphericalangle ab} и {\displaystyle \sphericalangle cd} противоположны.

Следствие 1. Равенство или неравенство двух направленных углов на плоскости также не зависит от ориентации плоскости.
Доказательство. Отношение двух равных направленных углов {\displaystyle \sphericalangle ab} и {\displaystyle \sphericalangle cd} равно единице:
{\displaystyle {\frac {\sphericalangle ab}{\sphericalangle cd}}=1.}

### Ориентированная граница области

#### Простая граница

Ориентированная граница области, состоящая просто из жордановых кривых

Простая граница области — граница {\displaystyle \partial D} области {\displaystyle D} комплексной плоскости {\displaystyle \mathbb {C} }, состоящая из конечного числа кусочно-гладких замкнутых жордановых кривых (контуров).

Простые границы
Только внешняя граница
Сложная внешняя граница
Внешняя граница и три внутренние компоненты

Непростые границы
Три не замкнутых жордановых кривых
Бесконечная граница
Много не замкнутых жордановых кривых

Ориентированная граница области, состоящая из замкнутых жордановых кривых

Внешняя граница области — компонент простой границы области, замкнута кривая, отделяющая точки области от бесконечной точки плоскости. Остальные компоненты границы области называются внутренними (не спутайте с внутренней границей).
Ориентированная простая граница области — ориентация простой границы области такая, что область остаётся слева при её обходе вдоль границы. Другими словами, внешняя граница области ориентирована против часовой стрелки, а внутренние компоненты границы — по часовой стрелке. Такая ориентация границы области и такое направление её обхода называются положительными. Противоположная ориентация границы области и противоположное направление её обхода называются отрицательными.

#### Граница со складками
Обычно понятие ориентированной границы обобщают, снимая с жордановых кривых границы требование замкнутости. Такая граница области состоит не только из замкнутых жордановых кривых (то есть контуров), но также из жордановы дуг (то есть разрезов) и точек. Получается следующие определения.
Кривая со складками — кривая комплексной плоскости {\displaystyle \mathbb {C} }, состоящая из конечного числа кусочно-гладких замкнутых жордановых кривых (контуров), конечного числа жордановых дуг (складок) и счётного числа изолированных точек.
Складка кривой — компонента кривой со складками, а именно: жорданова дуга.
Ориентированная граница со складками области — ориентация компонентов границы со складками области, состоящей из конечного числа кусочно-гладких жордановых кривых, такая, что область остаётся слева при её обходе вдоль границы. При таком обходе одни точки границы проходятся только один раз, другие — несколько раз.

### Ориентированная поверхность

#### Ориентация произвольной поверхности
Ориентация произвольной поверхности, разбивающей трёхмерное пространство на две части (например, сферы), аналогична ориентации плоскости.
Ориентация части поверхности, ограниченной простой замкнутой кривой — ориентация данной простой замкнутой кривой.

Поверхности двух кубов ориентированы противоположно друг другу

Одинаковая ориентация двух частей поверхности — нахождение с одной и той же стороны частей поверхности, ограниченных замкнутыми кривыми, при обходе кривых в направлении, заданном их ориентацией (слева при обходе против часовой стрелки, справа — по часовой стрелке). Например, на рисунке справа поверхности двух кубов ориентированы противоположно друг другу.
Ориентированная поверхность — поверхность, разбивающая трёхмерное пространство на две части, на которой имеется ориентированная часть поверхности. Поверхность ориентирована соответственно ориентации кривой, ограничивающей часть поверхности (на рисунке справа поверхность первого куба ориентирована правым образом, второго — левым):
- поверхность ориентирована правым (левым) образом, если эта кривая, наблюдаемая снаружи, ориентирована против часовой стрелки (по часовой стрелке).

Бывают ориентируемые и неориентируемые поверхности.
Предложение 1. Поверхность, ограничивающая часть трёхмерного пространства, всегда ориентируема.

#### Ориентация гладкой поверхности
Рассмотрим в трёхмерном пространстве гладкую поверхность {\displaystyle S}. Пусть:
- {\displaystyle M_{0}\in S} — любая точка на поверхности {\displaystyle S};
- {\displaystyle {\vec {n_{0}}}} — нормаль к поверхности {\displaystyle S} в точке {\displaystyle M_{0}};
- {\displaystyle l\subset S} — любая замкнутая кривая на поверхности {\displaystyle S} такая, что {\displaystyle M_{0}\in l} и {\displaystyle l} не имеет общих точек с границей поверхности {\displaystyle S}.

Обойдём кривую {\displaystyle l}, перемещая при этом вектор {\displaystyle {\vec {n_{0}}}} вдоль {\displaystyle l} непрерывно как нормаль к поверхности {\displaystyle S}.
Ориентируемая, или двусторонняя, поверхность — поверхность {\displaystyle S}, на которой после обхода кривой {\displaystyle l} нормаль возвращается в исходную точку {\displaystyle M_{0}} с выбранным вначале направлением нормали {\displaystyle {\vec {n_{0}}}} при любой точке {\displaystyle M_{0}\in S} и любой замкнутой кривой {\displaystyle l\subset S}.
Неориентируемая, или односторонняя, поверхность — поверхность {\displaystyle S}, на которой после обхода кривой {\displaystyle l} нормаль возвращается в исходную точку {\displaystyle M_{0}} с направлением нормали, противоположным выбранному вначале {\displaystyle {\vec {n_{0}}}}, для некоторой точки {\displaystyle M_{0}\in S} и некоторой замкнутой кривой {\displaystyle l\subset S}.
Перечислим односторонние поверхности:
- лист Мёбиуса,
- бутылка Клейна,
- модели вещественной проективной плоскости:
- римская поверхность,
- поверхность Боя,
- скрещенный колпак.

Односторонние поверхности
Лист Мёбиуса
Бутылка Клейна
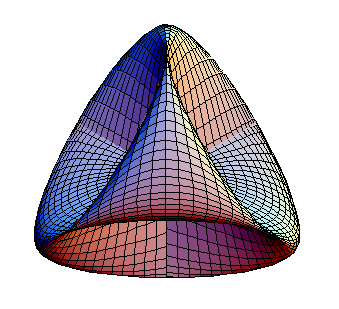
Римская поверхность
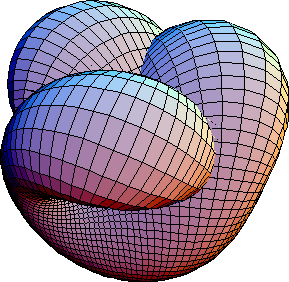
Поверхность Боя
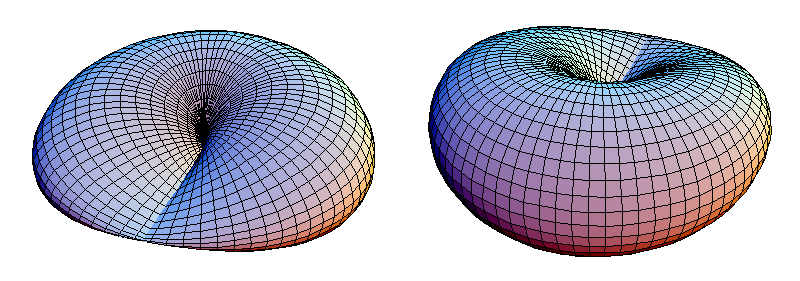
Скрещенный колпак

Ориентация поверхности на основе векторов нормалей к ней во всех точках

Сторона двусторонней поверхности — двусторонняя поверхность с указанием для всех её точек направлений нормали. Для другой стороны поверхности нормали противоположны (см. рисунок справа с векторами нормалей).
Ориентация двусторонней поверхности — выбор стороны двусторонней поверхности.
Ориентированная двусторонняя поверхность — двусторонней поверхности с выбранной стороной.
Выбрать сторону двусторонней поверхности можно следующими способами:
- указанием нормали в любой точке поверхности;
- надлежащим описанием:

- верхняя — нижняя,
- левая — правая,
- ближняя — дальняя,
- внутренняя — внешняя;

- выбором знака плюс или минус во всех следующих формулах:

{\displaystyle \cos \alpha ={\frac {A}{\pm {\sqrt {A^{2}+B^{2}+C^{2}}}}},}
{\displaystyle \cos \beta ={\frac {B}{\pm {\sqrt {A^{2}+B^{2}+C^{2}}}}},}
{\displaystyle \cos \gamma ={\frac {C}{\pm {\sqrt {A^{2}+B^{2}+C^{2}}}}}.}
Предложение 1. Ориентация двусторонней поверхности задаёт также ориентацию всех простых замкнутых кривых на этой поверхности (см. на рисунке справа ориентацию замкнутых кривых).

#### Ориентированный многогранник

Поверхности двух кубов ориентированы противоположно друг другу

Ориентированный многогранник — многогранник (возможно, самопересекающийся, то есть с самопересекающимися гранями), у которого грани ориентированы таким образом, что каждое его ребро имеет в своих смежных гранях противоположные ориентации (см на рисунке справа противоположно ориентированные кубы).
Неориентируемый многогранник — многогранник, который нельзя сделать ориентированным.
Определим площадь поверхности и объём ориентированного многоугольника, возможно, самопересекающегося с самопересекающимися гранями. Самопересекающийся многогранник внутренними кусками граней делит пространство на фиксированное количество связных кусков двух типов:
- внутренние конечные куски,
- внешний бесконечный кусок.

Площадь самопересекающегося ориентированного многогранника — сумма площадей самопересекающихся ориентированных граней этого многогранника.
Коэффициент куска самопересекающегося ориентированного многогранника — сумма коэффициентов внутренних кусков самопересекающихся ориентированных граней, которые пересекает отрезок, соединяющий две точки:
- внешнюю точку по отношению к многограннику части пространства;
- внутреннюю точку выбранного куска.

Предложение 1. Коэффициент куска самопересекающегося ориентированного многогранника не зависит от положения внешней точки многоугольника и может быть равен положительному или отрицательному целому числу или нулю.
Объём самопересекающегося ориентированного многогранника — взвешенная сумма обычных объёмов всех внутренних кусков самопересекающегося многогранника, в которой обычный объём куска умножается на его коэффициент.

## Пространства

### Ориентированное трёхмерное пространство
Ориентированное трёхмерное пространство — трёхмерное пространство с выбранной в нём фиксированной ориентацией.
Многомерные пространства также можно ориентировать.
Трёхмерное пространство можно ориентировать следующими двумя способами:
- различными ориентированными геометрическими фигурами;
- выбором ориентированной системы декартовых координат.

#### Ориентация замкнутых поверхностей без самопересечений

Поверхность первого куба ориентирована правым образом, второго — левым

Замкнутая поверхность без самопересечений в трёхмерном пространстве ориентирована соответственно ориентации кривой, ограничивающей её поверхности (на рисунке справа поверхность первого куба ориентирована правым образом, второго — левым).
Ориентация поверхности правым (левым) образом — ориентация кривой, которая ограничивает часть поверхности, при наблюдении снаружи против часовой стрелки (по часовой стрелке).
Ориентация трёхмерного пространства — выбор фиксированной ориентации замкнутых поверхностей без самопересечения.
Правая (левая) ориентация трёхмерного пространства — выбор ориентации правым (левым) образом замкнутых поверхностей без самопересечения.

#### Два класса систем координат в трёхмерном пространстве

Два противоположно ориентированных трёхмерных пространства

Ориентация трёхмерного пространства — выбор осей декартовой системы координат {\displaystyle Ox}, {\displaystyle Oy} и {\displaystyle Oz}, при которой треугольник {\displaystyle ABC} ориентируется в порядке {\displaystyle ABC}, то есть от оси {\displaystyle Ox} к оси {\displaystyle Oy} и потом к оси {\displaystyle Oz} (см. рисунок справа с ориентацией треугольника {\displaystyle ABC}). Этот треугольник {\displaystyle ABC} лежит на поверхности тетраэдра {\displaystyle OABC} с вершиной {\displaystyle O} в начале координат и вершинами {\displaystyle A}, {\displaystyle B} и {\displaystyle C} на положительных лучах осей {\displaystyle Ox}, {\displaystyle Oy} и {\displaystyle Oz} соответственно.
Ориентация трёхмерного пространства зависит от выбора его координатный осей.
Правая (левая) ориентация трёхмерного пространства — такой выбор осей декартовой системы координат {\displaystyle Ox}, {\displaystyle Oy} и {\displaystyle Oz}, при которой треугольник {\displaystyle ABC}, наблюдаемый снаружи тетраэдра {\displaystyle OABC}, ориентируется против часовой стрелки (по часовой стрелке).
Положительный переход из одной системы координат в другую — переход, при котором определитель матрицы замены положителен.
Предложение 1. Две декартовы системы координат {\displaystyle Oxyz} и {\displaystyle O'x'y'z'} ориентированы одинаково и принадлежат одному классу, если одну из них можно перевести в другую непрерывно, то есть существует такое семейство координатных систем {\displaystyle O_{t}x_{t}y_{t}z_{t}}, которое:
- непрерывно зависит от параметра {\displaystyle t\in [0,1]};
- связывает системы {\displaystyle Oxyz} и {\displaystyle O'x'y'z'}, то есть {\displaystyle O_{0}x_{0}y_{0}z_{0}} совпадает с {\displaystyle Oxyz}, а {\displaystyle O_{1}x_{1}y_{1}z_{1}} — с {\displaystyle O'x'y'z'}.

Предложение 2. Декартова система координат переходит в другой класс при зеркальном отражении трёхмерного пространства.

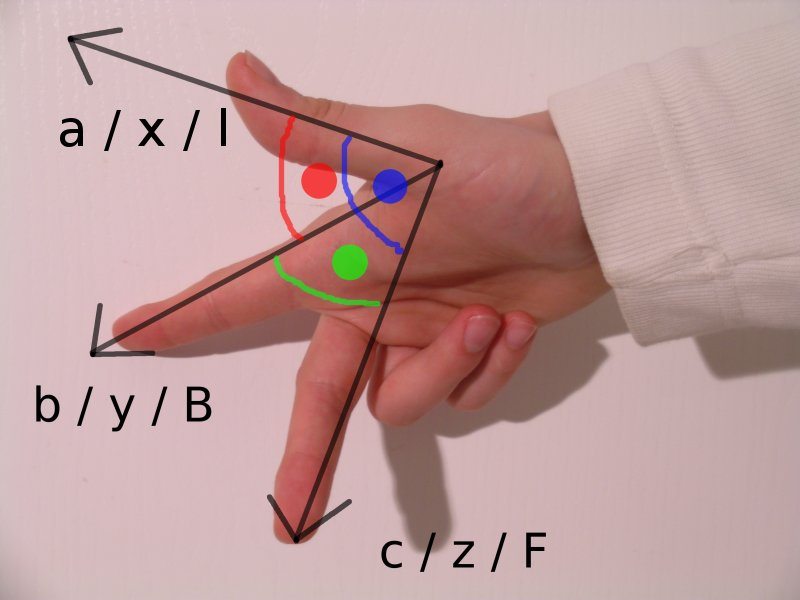
Правило правой руки

Задание правой ориентации системы координат с помощью правила винта. Координатная ось {\displaystyle Ox} следует по направлению ввинчивания, вращение от положительного направления оси {\displaystyle Oy} к положительному направления оси {\displaystyle Oz} совпадает с вращением при ввинчивании. При этом все винты должны находиться в положительной связи друг с другом.
Задание правой ориентации системы координат с помощью правила трёх первых пальцев правой руки. Указанное правило достаточно хорошо известно и поэтому здесь не описывается (см. рисунок справа с правилом правой руки).
Выбор ориентации трёхмерного пространства определяет:
- знак объёмов, ограниченных ориентированными поверхностями;
- смысл векторного произведения двух векторов
- и так далее

### Конечномерное векторное пространство

#### Ориентация вещественного пространства
В классическом понимании ориентация пространства — это выбор одного из классов систем координат пространства, причём:
- системы координат одного класса положительно связаны между собой;
- каждая система координат задает некоторую ориентацию, тем самым определяя свой класс.

Рассмотрим вещественное векторное пространство {\displaystyle \mathbb {R} ^{n}} конечной размерности (более общо — конечномерное векторное пространство над произвольным упорядоченным полем). Здесь две системы координат связаны положительно, если положителен определитель матрицы перехода от одной из них к другой.

#### Ориентация комплексного пространства
Для общего поля определение ориентации представляет трудности. Например, в комплексном пространстве {\displaystyle \mathbb {C} ^{n}} комплексный базис {\displaystyle e_{1},e_{2},\dots ,e_{n}} сводится к вещественному базису {\displaystyle e_{1},e_{2},\dots ,e_{n},ie_{1},ie_{2},\dots ,ie_{n}} в том же пространстве {\displaystyle \mathbb {C} ^{n}}, которое при этом отождествляется с вещественным векторным пространством {\displaystyle \mathbb {R} ^{2n}}, и все такие базисы связаны попарно положительными переходами. Другими словами, комплексная структура задаёт ориентацию в {\displaystyle \mathbb {R} ^{2n}}.

### Ориентация аффинного пространства

#### Ориентация системы координат
Ориентацию аффинного пространства можно задать ориентацией системы координат. Пусть в вещественном аффинном пространстве {\displaystyle E^{n}} определена система координат, образованная точкой {\displaystyle O} — началом координат и репером {\displaystyle e}. Тогда переход между различными системами координат задаётся вектором переноса начала {\displaystyle O} и заменой репера {\displaystyle e}.
Положительный переход из одной системы координат в другую — переход, при котором положителен определитель матрицы замены (например, при чётной перестановке векторов репера).
Одинаковая ориентация двух систем координат — общая ориентация двух систем координат в случае, когда одну из них можно перевести в другую непрерывно, то есть найдётся непрерывно зависящее от одного параметра {\displaystyle t\in [0,1]} семейство координатных систем {\displaystyle (O_{t},e_{t})}, которая связывает данные системы, то есть одна система совпадает с {\displaystyle (O_{0},e_{0})}, другая — с {\displaystyle (O_{1},e_{1})}.
При отражении относительно гиперплоскости системы двух классов координат переходят друг в друга.

#### Ориентация гиперплоскости
С помощью любого полупространства {\displaystyle E_{+}^{n}} ориентированного аффинного пространства {\displaystyle E^{n}} можно определить ориентацию граничной гиперплоскости {\displaystyle E^{n-1}}, например, следующим образом.
Ориентация гиперплоскости {\displaystyle E^{n-1}} — ориентация, определяемая последними векторами репера аффинного пространства {\displaystyle E^{n}}, лежащими в гиперплоскости {\displaystyle E^{n-1}}, когда первый вектор репера смотрит наружу из полупространства {\displaystyle E_{+}^{n}}.

#### Ориентация симплекса
Ориентацию аффинного пространства {\displaystyle E^{n}} можно задать порядком вершин {\displaystyle n}-мерного симплекса (треугольника в двумерном случае {\displaystyle E^{2}}, тетраэдра в трёхмерном {\displaystyle E^{3}}). Репер задаётся следующим образом: в первую вершину помещается начало, в остальные вершины направляются векторы репера.
Предложение 1. Два порядка вершин симплекса задают одну ориентацию тогда и только тогда, когда они отличаются на чётную перестановку.

Ориентированный симплекс — симплекс с фиксированным порядком вершин с точностью до чётной перестановки.

Индуцированная ориентация — ориентация произвольной {\displaystyle (n-1)}-грани {\displaystyle n}-мерного ориентированного симплекса, причём в случае, когда первая вершина не принадлежит грани, то порядок остальных принимается для неё за положительный.

### Хиральность

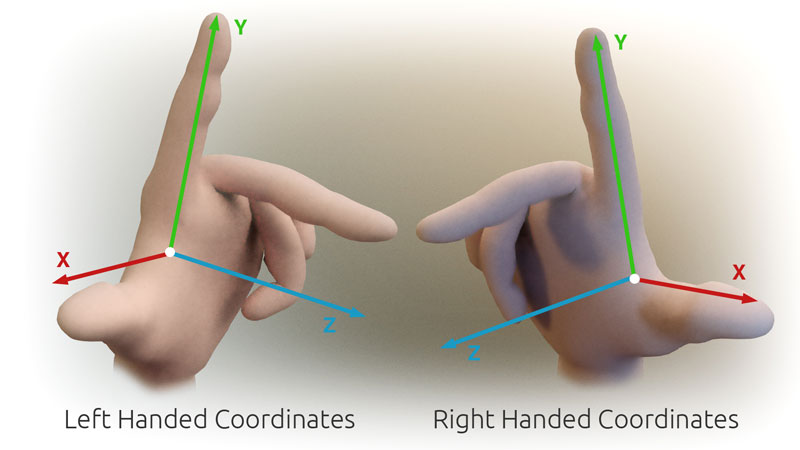
Правило левой руки и правило правой руки

Хира́льность (англ. chirality, от др.-греч. χείρ — рука) — свойство геометрической фигуры, состоящее в отсутствии её совместимости со своей идеальной зеркальной копией. Другими словами, хиральность — отсутствие зеркальной симметрии у геометрической фигуры.
Ахиральность — наличие зеркальной симметрии у геометрической фигуры.
Произвольный невырожденный неравнобедренный треугольник — одна из простейших хиральных фигур на плоскости. Такой треугольник нельзя наложить на его зеркально симметричное изображение посредством комбинацией параллельных переносов и поворотов плоскости. Произвольный равнобедренный треугольник ахирален на плоскости.
Однако хиральные треугольники на плоскости ахиральны в трёхмерном пространстве, поскольку всегда существует комбинация параллельного переноса и поворота трёхмерного пространства, идеально накладывающие треугольник на его зеркально симметричное изображение в плоскости.
Хиральная фигура и её зеркальный образ называют энантиоморфами.
Слово «энантиоморф» происходит от др.-греч. εναντιος (энантиос) — «противоположный», и μορφη (морфе) — «форма».
Нехиральный объект также называется амфихиральным.
Винтовая линия (а также витая пряжа, штопор, пропеллер и т. п.) и лента Мёбиуса — это трёхмерные хиральные объекты. Фигурки тетрамино в форме букв J, L, S и Z из популярной игры «Тетрис» также обладают хиральностью, но только в двумерном пространстве.
Некоторым хиральным объектам, таким как винт, можно приписать правую (левую) ориентацию, в соответствии с правилом правой руки (правилом левой руки).

## Ориентированное многообразие

### Ориентируемое связное многообразие
Рассмотрим координатную систему связного многообразия — атлас, то есть набор карт, покрывающих многообразие {\displaystyle M}.
Ориентирующий атлас — атлас многообразия, для которого все координатные преобразования положительны. Другими словами, степени координатных преобразований равны {\displaystyle +1}, а если многообразие дифференцируемо, то положительны якобианы преобразования во всех точках.
Ориентируемое многообразие — многообразие {\displaystyle M} с ориентирующим атласом.

### Ориентация связного многообразия
Рассмотрим ориентируемое многообразие. Все его ориентирующие атласы распадаются на два класса ориентации, следовательно, переход от карт одного атласа к картам другого положителен тогда и только тогда, когда оба атласа принадлежат одному классу ориентации.
Ориентация многообразия — выбор одного из двух ориентирующих классов.
Выбор ориентации многообразия осуществляется также ещё двумя способами:
- выбором одной из карт одного из ориентирующих классов;
- выбором локальной ориентации в точке {\displaystyle x_{0}}, поскольку связные карты, содержащие точку {\displaystyle x_{0}}, естественным образом также распадаются на два ориентирующих класса.

Кроме того, для дифференцируемого многообразия локальная ориентация определяется выбором репера в касательной плоскости в точке {\displaystyle x_{0}}. Например, вращение на окружности определяется только одним касательным вектором.

### Ориентация края связного многообразия
Если связное ориентированное многообразие {\displaystyle M} имеет край, то этот край также ориентируем.
Ориентирующий репер края многообразия — второй и последующие векторы репера, ориентирующего многообразие, которые лежат в касательной плоскости края, при первом векторе репера, направленном из края {\displaystyle \partial M} во внешнее многообразие.

### Дезориентирующий контур
Любой путь {\displaystyle q:[0,1]\to M} в многообразии {\displaystyle M} обладает тем свойством, что вдоль него можно выбрать такую цепочку карт, что две соседние карты связаны положительно.
Следовательно, ориентация в точке {\displaystyle q(0)} посредством цепочки карт определяет ориентацию в точке {\displaystyle q(1)}, причём эта связь зависит от пути {\displaystyle q} с фиксированными концами лишь с точностью до его непрерывной деформации. Для замкнутого пути {\displaystyle q(0)=q(1)=x_{0}}.
Дезориентирующий путь, или контур, — замкнутый путь в многообразии, при обходе которого локальная ориентация меняет знак, то есть ориентации в начальной точке {\displaystyle q(0)} пути и в конечной {\displaystyle q(1)} противоположны.
Неориентируемое, или одностороннее, многообразие — многообразие, в котором существует дезориентирующий путь.

### Ориентирующее накрытие
Для дезориентирующего пути однозначно определён некоторый гомоморфизм фундаментальной группы {\displaystyle \pi _{1}(M,x_{0})} многообразия {\displaystyle M} на кольцо вычетов по модулю 2 порядка 2 {\displaystyle \mathbb {Z} _{2}} с ядром, состоящим из классов замкнутых не дезориентирующих путей, другими словами, гомоморфизм {\displaystyle \pi _{1}(M,x_{0})} в группу порядка 2, при котором дезориентирующие пути переходят в {\displaystyle -1}, а остальные замкнутые пути — в {\displaystyle +1}.
Предложение 1. Накрывающее пространство накрытия, построенного по описанному гомоморфизму, ориентируемо.
Ориентирующее накрытие — накрытие, имеющее ориентируемое нарывающее пространство. В случае неориентируемого многообразия это накрытие двулистно (см. анимацию справа с двулистным накрытие листа Мёбиуса).

### Ориентирующий цикл
Этот же гомоморфизм из предыдущего раздела определяет над многообразием {\displaystyle M} одномерное расслоение, тривиальное тогда и только тогда, когда {\displaystyle M} ориентируемо.
Для дифференцируемого многообразия {\displaystyle M} это одномерное расслоение определяется как расслоение {\displaystyle \Omega ^{n}(M)} дифференциальных форм порядка {\displaystyle n=\operatorname {dim} M}. Это расслоение имеет ненулевое сечение только в ориентируемом случае и при этом задаёт как форму объёма на {\displaystyle M}, так и ориентацию.
Отображение {\displaystyle k\colon M\to \mathbb {R} P^{n}} многообразия {\displaystyle M} в {\displaystyle n}-мерное вещественное проективное пространство есть классифицирующее отображение этого одномерного расслоения.
Предложение 1. Многообразие {\displaystyle M} ориентируемо тогда и только тогда, когда класс {\displaystyle \mu \in H^{n-1}(M,\mathbb {Z} )} не равен нулю. Этот класс есть образ класса, двойственного к гиперплоскости {\displaystyle \mathbb {R} P^{n-1}\subset \mathbb {R} P^{n}}, то есть двойственного циклу с многообразием-носителем — прообразом гиперплоскости {\displaystyle \mathbb {R} P^{n-1}} при отображении {\displaystyle k}, которое приведено в общее положение.
Ориентирующий цикл — цикл из предложения 1, поскольку дополнение к нему ориентируемо: если по этому циклу разрезать многообразие {\displaystyle M}, то полученное подмногообразие будет ориентируемым.
Предложение 2. Многообразие {\displaystyle M} ориентируемо (неориентируемо) тогда и только тогда, когда после разреза по циклу возникает (не возникает) несвязное подмногообразие.
Например, ориентирующий цикл на проективной плоскости {\displaystyle \mathbb {R} P^{2}} — проективная прямая {\displaystyle \mathbb {R} P^{1}}.

### Ориентированное псевдомногообразие
Ориентированное псевдомногообразие, то есть ориентированное триангулированное многообразие {\displaystyle M}, — псевдомногообразие, у которого все его {\displaystyle n}-мерные симплексы ориентированы таким образом, что любые два симплекса с общей {\displaystyle (n-1)}-мерной гранью индуцируют на этой грани противоположные ориентации.
Дезориентирующая замкнутая цепочка {\displaystyle n}-мерных симплексов — замкнутая цепочка {\displaystyle n}-мерных симплексов такая, что:
- у любых двух соседей цепочки имеется общая {\displaystyle (n-1)}-мерная грань;
- симплексы цепочки ориентированы следующим образом:

- ориентации, индуцированные первым и последним симплексами на их общей грани, совпадают;
- ориентации, индуцированные остальными соседями на их общих гранях, противоположны.

### Гомологическая интерпретация ориентации
Ориентацию можно определить на гомологическом языке. Рассмотрим два типа многообразий {\displaystyle M}:
- связное ориентируемое многообразие {\displaystyle M} без края имеет группу гомологий {\displaystyle H_{n}(M,\mathbb {Z} )} (с замкнутыми носителями), которая изоморфна {\displaystyle \mathbb {Z} }.
- связное ориентируемое многообразие {\displaystyle M} с краем {\displaystyle \partial M} имеет изоморфную {\displaystyle \mathbb {Z} } группу гомологий {\displaystyle H_{n}(M,\partial M,\mathbb {Z} )}[45].

Ориентация многообразия — выбор одной из двух систем образующих группы гомологий, при котором отбираются покрывающие многообразие {\displaystyle M} карты с положительными степенями отображений.
Ориентируемость есть гомотопический инвариант:
- для многообразия без края — многообразия {\displaystyle M};
- для многообразия с краем — пары из многообразия и его границы {\displaystyle (M,\partial M)}.

Например, лист Мёбиуса и кольцо имеют одинаковый абсолютный гомотопический тип, но относительно края — разный.
Локальная ориентация многообразия задаётся также выбором системы образующих в группе {\displaystyle H_{n}(M,M\backslash x_{0};\mathbb {Z} )}, также изоморфной {\displaystyle \mathbb {Z} }.
Такая гомологическая интерпретация понятия ориентации позволяет перенести его на обобщённые гомологические многообразия.

### Ориентированное расслоение
Рассмотрим расслоение {\displaystyle p\colon E\to X} со стандартным слоем {\displaystyle F^{n}} над топологическим пространством {\displaystyle X}.

Ориентированное расслоение — расслоение, ориентация всех слоев которого такова, что любое (собственное) отображение {\displaystyle \,p^{-1}(\gamma (0))\to p^{-1}(\gamma (1))}, определённое однозначно с точностью до собственной гомотопии с помощью пути {\displaystyle \gamma \colon (0,1)\to X}, сохраняет ориентацию.

Ориентация расслоения — выбор ориентации слоёв ориентированного расслоения.
Приведём два примера:
- лист Мёбиуса, рассматриваемый как векторное расслоение над окружностью, не ориентируем;
- боковая поверхность цилиндра ориентируема.

### Ориентация бесконечномерного многообразия
Ориентации естественном образом обобщается на бесконечномерное многообразие, которое можно смоделировать двумя способами при помощи двух моделирующих пространств:
- бесконечномерного банахова пространства,
- топологического векторного пространства.

При таком подходе требуются ввести следующие некоторые ограничения на линейные операторы — дифференциалы функций перехода от карты к карте:
- принадлежности эти линейных операторов общей линейной группе всех изоморфизмов моделирующего пространства, которая в равномерной топологии гомотопически тривиальна для большинства классических векторных пространств, недостаточно;
- линейные операторы должны также содержаться в некоторой линейно несвязной подгруппе общей линейной группы.

Ориентация бесконечномерного многообразия — задание «знака ориентации», то есть компоненты связности линейно несвязной подгруппы, в которой содержатся дифференциалы функций перехода от карты к карте.
Как правило, такая линейно несвязная подгруппа есть фредгольмова группа, которая состоит из таких изоморфизмов моделирующего пространства, для которых разность с тождественным изоморфизмом — вполне непрерывный оператор.

## Ориентация в обобщенных теориях когомологий
Обозначим через {\displaystyle E^{*}} мультипликативную обобщённую теорию когомологий. В {\displaystyle E^{*}} присутствует единица {\displaystyle 1\in {\tilde {E}}{\vphantom {E}}^{0}(S^{0})}, которой соответствует элемент {\displaystyle \gamma _{n}\in {\tilde {E}}{\vphantom {E}}^{n}(S^{n})} при изоморфизме надстройки {\displaystyle {\tilde {E}}{\vphantom {E}}^{0}(S^{0})\approx {\tilde {E}}{\vphantom {E}}^{n}(S^{n})}, где {\displaystyle S^{n}} — {\displaystyle n}-мерная сфера.

### E-ориентированное векторное расслоение
Рассмотрим {\displaystyle n}-мерное векторное расслоение {\displaystyle \xi } над линейно связным пространством {\displaystyle X} с двумя следующими структурами:
- пространством Тома[англ.] {\displaystyle T\xi } расслоения {\displaystyle \xi };
- стандартным вложением {\displaystyle i\colon S^{n}\to T\xi }, то есть гомеоморфизмом на «слой» над некоторой точкой {\displaystyle x_{0}\in X}.

Ориентация, или класс Тома, расслоения {\displaystyle \xi } — элемент {\displaystyle u\in {\tilde {E}}{\vphantom {E}}^{n}(T\xi )}, причём {\displaystyle i^{*}(u)=\varepsilon \gamma _{n}}, где {\displaystyle \varepsilon \in {\tilde {E}}{\vphantom {E}}^{0}(S^{0})} есть некоторый обратимый элемент (например, {\displaystyle \varepsilon =1}).
{\displaystyle E}-ориентируемое расслоение, или расслоение, ориентируемое мультипликативной обобщенной теории когомологий, — расслоение, имеющее ориентацию.
{\displaystyle E}-ориентированное расслоение — расслоение с фиксированной ориентацией.
- Изоморфизм Тома[англ.] — изоморфизм {\displaystyle {\tilde {E}}{\vphantom {E}}^{*}(T\xi )\approx E^{*}(X)}[45][46].

Предложение 1. Следующие две структуры находятся во взаимно однозначном соответствии:
- множество ориентации рассматриваемого {\displaystyle E}-ориентированного расслоения {\displaystyle \xi } над {\displaystyle X};
- элементы группы {\displaystyle {\tilde {E}}{\vphantom {E}}^{0}(X)\oplus ({\tilde {E}}{\vphantom {E}}^{0}(S^{0}))^{*}}, где {\displaystyle (~)^{*}} — группа обратных элементов кольца {\displaystyle (~)}.

Предложение 2. Тривиальное {\displaystyle n}-мерное векторное расслоение {\displaystyle \theta ^{n}} ориентируемо в любой мультипликативной обобщенной теории когомологий, и если из трёх расслоений {\displaystyle \xi }, {\displaystyle \eta } и {\displaystyle \xi \oplus \eta } два {\displaystyle E}-ориентируемы, то тогда {\displaystyle E}-ориентируемо и третье расслоение. В частности, из {\displaystyle E}-ориентируемости расслоения {\displaystyle \xi } следует {\displaystyle E}-ориентируемость расслоения {\displaystyle \xi \oplus \theta ^{n}}.

### E-ориентированное сферическое расслоение
На любое расслоение Гуревича {\displaystyle p\colon E\to B} со слоем, гомотопически эквивалентным сфере, вполне переносится понятие {\displaystyle E}-ориентируемости.
Пространство Тома расслоения Гуревича — конус отображения {\displaystyle p\colon E\to B}.
В остальном определение {\displaystyle E}-ориентированного расслоения Гуревича аналогично определению обычного {\displaystyle E}-ориентированного расслоения {\displaystyle \xi }.
Предложение 1. Обычное {\displaystyle E}-ориентированное расслоение {\displaystyle \xi } можно свести к {\displaystyle E}-ориентированному расслоению Гуревича следующим образом:
- в качестве {\displaystyle E} берётся ассоциированное с {\displaystyle \xi } расслоение на сферы, единичные в некоторой римановой метрике на {\displaystyle \xi }.

Предложение 2. {\displaystyle E}-ориентируемость — это инвариант стационарного послойного гомотопического типа векторного (сферического) расслоения.
Предложение 3. Расслоение, ориентируемое в одной мультипликативной обобщённой теории когомологий, может быть неориентируемым в другой, при этом из {\displaystyle E}-ориентируемости следует {\displaystyle F}-ориентируемость, если существует кольцевой гомоморфизм мультипликативных обобщённых теорий когомологий {\displaystyle E^{*}\to F^{*}}.

### Примеры E-ориентированных расслоений
Пример 1. Любое векторное (сферическое) расслоение ориентируемо в мультипликативной обобщённой теории когомологий {\displaystyle H^{*}(-;\mathbb {Z} _{2})}.
Пример 2. В мультипликативной обобщённой теории когомологий {\displaystyle H^{*}(-;\mathbb {Z} )} ориентируемы только расслоения {\displaystyle \xi } с характеристическим классом Штифеля — Уитни {\displaystyle w_{1}(\xi )=0}, другими словами, расслоения могут быть ориентируемы только в классическом смысле.
Пример 3. К-ориентируемость бывает двух видов:
- К-ориентируемость векторного расслоения {\displaystyle \xi } эквивалентна следующим условиям:

- в вещественной К-теории {\displaystyle w_{1}(\xi )=w_{2}(\xi )=0};
- в комплексной К-теории {\displaystyle w_{1}(\xi )=0} и {\displaystyle w_{2}(\xi )} — целочисленный элемент;

- К-ориентируемость сферического расслоения имеет эти условия необходимыми, но не достаточными.

Пример 4. {\displaystyle U}-ориентируемость в теории унитарных кобордизмов {\displaystyle U^{*}} не охарактеризована (1983). В частности, комплексные расслоения {\displaystyle U}-ориентируемы, но это явно не необходимо.
Пример 5. В теории {\displaystyle \Pi ^{*}} стабильных когомотопических групп ориентируемы только те расслоения, которые имеют тривиальный стационарный (стабильный) послойный гомотопический тип.

### Описание классов E-ориентируемых расслоений

#### Классификация E-ориентируемых расслоений
Рассмотрим некоторую мультипликативную обобщённую теорию когомологий. Задача состоит в том, чтобы описать класс расслоений, ориентируемых в данной теории. Получен следующий общий результат.
Предложение 1. Пусть некоторая топологическая группа {\displaystyle G} действует на вещественном пространстве {\displaystyle \mathbb {R} ^{n}} и пусть {\displaystyle E^{*}} — некоторая мультипликативная обобщённая теория когомологий. Тогда существует такое пространство {\displaystyle B(G,E)}, которое:
- имеет универсальное {\displaystyle E}-ориентированное расслоение над ним;
- классифицирует {\displaystyle E}-ориентированные векторные расслоения со структурной группой {\displaystyle G}.

Другими словами, такая классификация означает. что для произвольного линейно связного пространства {\displaystyle X} в естественном взаимно однозначном соответствии находятся:
- множество {\displaystyle E}-ориентированных {\displaystyle G}-векторных расслоений над пространством {\displaystyle X};
- множество {\displaystyle [X,B(G,E)]} гомотопических классов отображений {\displaystyle X\to B(G,E)}.

Предложение 2. Предложение 1 также справедливо как для сферических расслоений, так и для «хороших» моноидов {\displaystyle G}.

#### Классификация мультипликативных обобщённых теорий когомологий
Задача, обратная задаче классификации {\displaystyle E}-ориентируемых расслоений, состоит в том, чтобы описать мультипликативную обобщённую теорию когомологий, в которой данное расслоение ориентируемо.
Предложение 1. Пусть в мультипликативной обобщённой теории когомологий {\displaystyle E^{*}} все векторные расслоения ориентируемы. Тогда имеет место изоморфизм
{\displaystyle E^{*}(X)\approx H^{*}(X;{\tilde {E}}(S^{0})),}
где {\displaystyle 2E^{*}(S^{0})=0}.
В таком контексте классификации можно ослаблять условия на мультипликативную обобщённую теорию когомологий {\displaystyle E^{*}}, например, предполагать умножение некоммутативным.
Предложение 2. Пусть в мультипликативной обобщённой теории когомологий {\displaystyle E^{*}} все комплексные расслоения ориентируемы. Тогда:
- имеет место гомоморфизм {\displaystyle U^{*}\to E^{*}}, где {\displaystyle U^{*}} — теория унитарных кобордизмов;
- указанный гомоморфизм определяется {\displaystyle E}-ориентацией канонического расслоения {\displaystyle \eta } над комплексным проективным пространством {\displaystyle \mathbb {C} P^{\infty }}.

Аналогичное предложение верно и для {\displaystyle S_{p}}-расслоений в теории кобордизмов.
Рассмотрим произвольный класс векторных расслоений. Построение для него такой универсальной мультипликативной обобщённой теории когомологий, которая способна отображаться в произвольную мультипликативную обобщённую теорию когомологий, где ориентируем данный класс расслоений, ещё (1983) не осуществлено.

### Фундаментальный класс
Ориентация, или фундаментальный класс, замкнутого {\displaystyle n}-мерного многообразия (более общо — комплекса Пуанкаре формальной размерности {\displaystyle n}) в мультипликативной обобщённой теории когомологий {\displaystyle E^{*}} — элемент {\displaystyle z\in E_{n}(M)} такой, что гомоморфизм {\displaystyle E^{i}(M)\to E_{n-i}(M)} вида {\displaystyle x\to z\cap x} есть изоморфизм. Этот изоморфизм называется изоморфизмом двойственности Пуанкаре.
Предложение 1. Замкнутое {\displaystyle n}-мерное многообразие (более общо — комплекс Пуанкаре) {\displaystyle E}-ориентируемо тогда и только тогда, когда {\displaystyle E}-ориентируемо его нормальное расслоение.
Аналогично можно определить ориентацию, или фундаментальный класс, для многообразий (комплексов Пуанкаре) с краем.